# 結界師 黒芒楼の影
『結界師 黒芒楼の影』（けっかいし こくぼうろうのかげ）は、2007年9月27日にバンダイナムコゲームス（バンダイレーベル）から発売された田辺イエロウ原作の漫画『結界師』のWii用ゲームソフト。予約特典ではぷにぷに式神が付属された。